# Wadebruch
Der Wadebruch ist ein Naturschutzgebiet in der niedersächsischen Stadt Garbsen in der Region Hannover.
Das Naturschutzgebiet mit dem Kennzeichen NSG HA 085 ist 16 Hektar groß. Es ist vollständig Bestandteil des FFH-Gebietes „Aller (mit Barnbruch), untere Leine, untere Oker“.
Das Naturschutzgebiet liegt bei Schloß Ricklingen nordöstlich von Wunstorf im Niederungsbereich der Leine. Es stellt einen verlandeten Altarm und die Terrassenhänge des ehemaligen Prallhangs unter Schutz.
Der größte Teil des Naturschutzgebietes wird von Grünland geprägt, das bei Hochwasser der Leine überflutet wird. Der Bereich des eigentlichen Altarmes ist ungenutzt. Es wird von Erlen-Quellwald sowie Erlen- und Erlen-Eschen-Bruchwald mit einer ausgeprägten Krautvegetation geprägt. An einigen Stellen sind Reste des Altarms vorhanden. In noch nicht vollständig verlandeten Bereichen wachsen ausgedehnte Schilfröhrichte, stellenweise ist Flutrasen zu finden.
Auf den trockenen Steilhängen im Naturschutzgebiet wachsen naturnahe Eichen-Mischwälder. An der südwestlichen Hangkante findet sich ein artenarmer Sandmagerrasen.
Das Gebiet steht seit dem 27. Juni 1985 unter Naturschutz. Zuständige untere Naturschutzbehörde ist die Region Hannover.